# ألن غينسبرغ
إروين ألن غينسبرغ (بالإنجليزية: Allen Ginsberg) (3 يونيو 1926 - 5 إبريل 1997) شاعر أمريكي عرف عنه معارضته الشديدة للنزعة العسكرية والمادية والقمع الجنسي، كان قيادي بارز في جيل بيت - Beat Generation وهم مجموعة من الكتاب والمثقفين الأمريكين الشباب الذين اشتهروا بالدفاع عن الحريات الشخصية في فترة الخمسينات من خلال أعمالهم الأدبية، من أشهر قصائده قصيدة «عواء».

## النشأة
ولد غينسبرغ عام 1926 في مدينة نيوآرك، نيوجيرسي كلقيط لأم يهودية. ترعرع في مدينة باترسون في كنف عائلة يهودية من أصل روسي، كان لها اهتمامات فكرية وسياسية وأدبية متباينة. الأم، نايومي، كانت ناشطة سياسية في العديد من المنظمات اليسارية، وعضوة فاعلة في الحزب الشيوعي، في حين أن الأب، لويس غينسبرغ، كان رجلاً محافظاً وتقليدياً، حرص على تربية إبنه تربية أرثوذكسية متشددة. عاش غينسبرغ طفولة بائسة إنعكست على أعماله الأدبية اللاحقة، كان من أهم أسبابها إصابة والدته بمرض عقلي استدعى إدخالها مستشفى الأمراض العقلية، المرة الأولى لمدة ثلاث سنوات أيام كان غينسبرغ لا يزال مراهقاً، ولاحقاً في آخر سنين حياتها حيث أدخلت نهائياً لتموت هناك عام 1956. ومما زاد في زعزعة شخصيته وتعميق عزلته النفسية، هو إخفاءه مثليته الجنسية عن أهله وأصدقائه إلى حين بلوغه العشرينات من عمره.

## الشعر
دخل غينسبرغ عالم الشعر من خلال والده الشاعر ومدرّس الأدب الإنجليزي، ثم من خلال لقاءاته بالشاعر ويليام كارلوس ويليامز الذي كان يقيم بالقرب من مدرسته. لاحقاً في الأربعينات، كان لبعض أساتذته في جامعة كولومبيا أمثال: ليونل تريلنغ ومارك فان دورن، الفضل الكبير في صقل موهبته الشعرية. كذلك، خلّفت في نفسه أثراً عميقاً الصداقات المتينة إبان دراسته الجامعية، بينه وبين الكتّاب: جاك كيرواك ووليام س. بورافس ونيل كاسادي. هؤلاء إلى العديد من كتاب الساحل الغربي للولايات المتحدة أمثال: كنث ركسروث، غاري سايندر، مايكل ماكلور، غريغوري كورسو، لورانس فرلنغيتي، شكلوا النواة الأساسية لحركة “Beat Generation ” التي انطلقت من سان فرانسيسكو عام 1955، وكان لها الأثر العميق في الثقافة الأميركية. وهي حركة أدبية مُضادة للسلطة ولنظام المؤسسات ومدافعة عن الحريات الشخصية، لجأ أعضاؤها إلى استخدام لغة الشارع في كتاباتهم متطرقين إلى موضوعات من خارج المانيفستو الأدبي الرسمي. صدور قصيدة “عواء” عام 1956 جعل من غينسبرغ قائدا بارزا في حركة Beat Generation، وذلك لقوة هذه القصيدة الساخرة، التي جاءت لتعبّر تماماً عن المنطق الثوري لهذه الحركة، وعن نزعتها الرومانسية الراديكالية.
أهم أعمال غينسبرغ في الستينات، قصيدته “قاديش”، والاسم كناية عن الصلاة اليهودية التي تقام على روح الموتى. وهي مرثاة شعرية في والدته تستقي عالمها من الإرث اليهودي ورصيد التجربة الشخصية مما يجعلها من فصيلة الشعر الاعترافي.و مجموعته “أخبار الكوكب” في عام 1968، التي تؤرخ تلك المرحلة واضطراباتها السياسية، حيث سلط الضوء فيها على حرب فيتنام، والتلوث البيئي، التمييز العنصري، وتفاوت فرص النجاح المادي وغيرها. قصائده في الستينات أيضاً تعكس التأثيرات التي خلّفها ترحاله بين قارات عدة، على توجهاته الفكرية والروحية.مثل اعتناقه الديانة البوذية الذي جاء على إثر رحلته إلى الهند، كذلك فإن أشعاره حملت ثمار انفتاحه الإنساني والثقافي، بما تميّزت به من مزجٍ الأنفاس الشعرية الشرقية بالغربية. ألقى غينسبرغ في هذه المدة محاضرات عدة في الجامعات الأميركية حول موضوع الرياضة التأملية وخصوصاُ رياضة “الشاماذا” وأهميتها لكونها وسيلة خارقة لاستنهاض وعي الذات واستدراجها إلى الكتابة. غير أن التأمل لم يكن وحده مصدر الوحي والإلهام الشعري لدى غينسبرغ، فقد اعترف أيضاً بما للهلوسة الناتجة عن تعاطي المخدرات من فاعلية هائلة، مُصرّحاً بأن العديد من أشعاره، ولاسيما “قاديش” والجزء الثاني من “عواء” كتبت تحت تأثير هذه الهلوسة. نشاط غينسبرغ السياسي في الستينات، لفت انتباه الوسط الإعلامي العام، وتسبب في اعتقاله أكثر من مرة. فقد ساهم في تنظيم العديد من التظاهرات المُعادية للحرب الفيتنامية، وفي الترويج إلى إستراتيجية أسماها “نفوذ الزهرة”، حيث يسعى المتظاهرون من خلالها إلى تعزيز قيم السلام والمحبة والتسامح.
في السبعينات بدأت أشعار غينسبرغ تحظى باهتمام أوسع، ولا سيما بعد نيله الجائزة الوطنية للكتاب عام 1974 عن “سقوط أميركا، قصائد هذه الولايات” الصادرة عام 1973. ظلّت أشعاره في تلك الفترة تعكس انتماءه إلى الثقافة المُضادة، وانغماسه في الشأن السياسي العام، إضافة إلى اهتماماته الميتافيزيقية الأخرى. ديوانه “أنفاس العقل” الصادر عام 1978، يعبق بأجواء التأمل الروحي والديانة البوذية، كذلك بمشاعر الذات الحميمة. من بين أهم قصائد هذه المجموعة، قصيدة بعنوان “لا تهرم”، اعتبرها النقاد “قاديش” ثانية، إنما لأبيه.
أغلب أشعاره في الثمانيات والتسعينات، تمحورت حول شعوره بشحّة الزمن والشيخوخة، فعبر عن ذلك بسخريته السوداء. كذلك برز اهتمامه بقضايا البيئة والحرب النووية وغيرها من القضايا الكبرى. أعماله الكاملة صدرت عام 1984، تلتها “الكفن الأبيض” 1986، ثم “تحيات كوزموبوليتانية” 1994. دراسات من أكثر من خمسين كاتباً تناولت شعره. كتابان ضخمان حول سيرة حياته صدرا عامي 1989 و1992، إلى كتاب حول أعماله صدر عام 1995. شهرته كمصور فوتوغرافي موهوب أيضاً بدأت تذيع، فأقام عشرات المعارض في كل من أميركا وأوروبا. واللافت، تزايد اهتمام غينسبرغ بالغناء فغنى أغانٍ كثيرة مثل “قم برقصة التأمل” أو “إرمِ فضلة سيجارتك، امتنع عن التدخين”، ساهم فيها بمكافحة المخدرات.

## العلاقة بوالديه
أشار غينسبرغ إلى والديه، في مقابلة تعود إلى عام 1985، بأنهما «فلاسفة معلَّبين من الطراز القديم». أصيبت والدته بمرض نفسي لم يُشخّص بالشكل المناسب قط. كانت أيضًا عضوًا فاعلًا في الحزب الشيوعي وكانت تأخذ غينسبرغ وشقيقه إلى اجتماعات الحزب. قال غينسبرغ في ما بعد أن والدته «اختلقت قصصًا قبل النوم كانت جميعها على شاكلة: انطلق الملك الصالح من قلعته إلى المعركة، ورأى العمال المصابين وشفاهم». وعن والده قال غينسبرغ «كان والدي يتجول حول المنزل وهو إما يهمس أشعار إيملي ديكينسون ولونغفيلو أو يشتُم تي إس إليوت لإفساده الشعر «بظلاميته». شعرت بالريبة من كلا الطرفين».
ظهرت أعراض مرض ناومي غينسبرغ عادةً كجنون ارتياب. على سبيل المثال، كانت تدّعي أن الرئيس قد زرع أجهزة تنصّت في منزلهم وأن حماتها كانت تحاول قتلها. أفضت ريبة ناومي ممن أحاطوا بها إلى تقرُّبها من آلين الصغير «حيوانها الأليف الصغير»، كما يقول بيل مورغان في كتابه عن سيرة حياة غينسبرغ، بعنوان، أحتفل بنفسي: حياة آلين غينسبرغ الخاصة بعض الشيء. وحاولت أيضًا قتل نفسها عن طريق حز معصميها وأُخذت بعد ذلك بفترة قصيرة إلى مستشفى غريستون للأمراض النفسية، وأمضت معظم صبا آلين في مشافي الأمراض النفسية. كانت تجربته مع أمه ومرضها النفسي إلهامًا أساسيًا لعمليه الرئيسيين، «عواء» وقصيدة السيرة الذاتية الطويلة الخاصة به «كاديش لنومي غينسبرغ» (1894-1956).
حين كان غينسبرغ ما يزال في المدرسة الإعدادية كان يرافق والدته في الحافلة إلى معالجها. أزعجت الرحلة غينسبرغ بعمق، وقد ذكَر هذه اللحظة ولحظاتٍ أخرى من طفولته في «كاديش». ويشير بصورة متكررة في «عواء» إلى تجربته مع مرض أمه النفسي واعتمادها على مؤسسة. على سبيل المثال، «بيلغريم ستيت وروكلاند وقاعات غراي ستونز النتنة» هي إشارات إلى المؤسسات التي ترددت إليها والدته وكارل سولومون، ظاهريًا كان موضوع القصيدة: مشفى بيلجريم ستيت ومشفى روكلاند ستيت في نيويورك ومشفى غريستون بارك للأمراض النفسية في نيو جيرسي. تلي هذا مباشرة جملة «وفي النهاية ***** أمي». أقرّ غينسبرغ لاحقًا أن الكلمة المحذوفة كانت «نُكحت». يقول أيضًا عن سولومون في القسم الثالث، «أنا معك في روكلاند حيث تبدو مثل ظِل أمي»، مُظهرًا مرةً أخرى الصلة بين سولومون ووالدته.
تلقّى غينسبرغ رسالة من والدته بعد وفاتها ترُدّ فيها على نسخة من «عواء» كان قد أرسلها لها. ذكّرت الرسالة غينسبرغ بأن يكون طيبًا وأن يبتعد عن المخدرات، تقول «المفتاح في النافذة، المفتاح في أشعة الشمس عند النافذة- لدي المفتاح – تزوج يا آلين ولا تتعاطى المخدرات- المفتاح بين القضبان، في أشعة الشمس في النافذة». في رسالة كتبتها إلى يوجين شقيق غينسبرغ، قالت، «يأتي مخبرو الله إلى سريري، وقد رأيت الله نفسه في السماء. أظهر شروق الشمس أيضًا مفتاحًا على جانب النافذة لأخرج. أظهر صفار شروق الشمس المفتاح على جانب النافذة». ألهمت هذه الرسائل وغياب وسيلة لإلقاء كاديش غينسبرغ لكتابة «كاديش» التي تشير إلى عدة تفاصيل من حياة ناومي وتجربة غينسبرغ معها والرسالة، بما فيها عبارات «المفتاح في الضوء» و«المفتاح في النافذة».

## كتاب جيل بيت في نيويورك
خلال عامه الأول في جامعة كولومبيا التقى غينسبرغ زميله الجامعي لوسيان كار، الذي قدّمه إلى عدد من كتاب جيل بيت المستقبليين، من بينهم جاك كيروك ويليام س بوروز وجون كليلون هولمز. تقارب غينسبرغ معهم بسبب رؤية كل منهم حماسة في الآخرين حول إمكانيات الشباب الأمريكي التي تواجدت خارج الحدود الامتثالية الصارمة لما بعد الحرب العالمية الثانية وأمريكا العهد المكارثي. تحدّث غينسبرغ وكار بحماسة عن «رؤية جديدة» (عبارة عُدّلت عن عبارة ييتس «رؤية»)، للأدب ولأمريكا.

## الوفاة
في ربيع عام 1997، علم غينسبرغ بإصابته بسرطان الكبد، فكتب اثنتي عشرة قصيدة قصيرة، وفي اليوم التالي دخل في غيبوبة ليموت بعدها بيومين.

## روابط خارجية
- ألن غينسبرغ على موقع IMDb (الإنجليزية)
- ألن غينسبرغ على موقع الموسوعة البريطانية (الإنجليزية)
- ألن غينسبرغ على موقع مونزينجر (الألمانية)
- ألن غينسبرغ على موقع ميوزك برينز (الإنجليزية)
- ألن غينسبرغ على موقع إن إن دي بي (الإنجليزية)
- ألن غينسبرغ على موقع أول ميوزيك (الإنجليزية)
- ألن غينسبرغ على موقع ديسكوغز (الإنجليزية)
- ألن غينسبرغ على موقع قاعدة بيانات الفيلم (الإنجليزية)